# Roots
 Roots公司（商業名稱為Roots），是成立於1973年的一家加拿大服裝品牌和零售商。販售皮包、小皮具、鞋類、運動服和家居用品。2015年，Roots被美國投資公司Searchlight Capital Partners LP收購。
Roots公司的設計中心和皮革廠位於安大略省多倫多市。據報導，Roots在加拿大擁有大約2,000名員工。至於Roots在全球的工廠細節，母公司並未透露。
Roots公司在1985年推出其運動品牌時開始使用河狸(beaver)徽標。該標誌由圖形藝術家希瑟·庫珀和羅伯特·伯恩斯在1970年代設計。該標誌描繪了一隻河狸(beaver)，這是加拿大的國家動物，它被放置在樹枝上。公司名稱的排版使用的是Oswald Cooper於1919年創建的Cooper字體。

## 歷史
1973年，Michael Budman和Don Green共同創立了Roots公司。最初，Roots是一家銷售負跟鞋的鞋類公司，後來他們擴展了產品線。Budman和Green的第一批負跟鞋製造商是Kowalewski家族及其家族企業Boa Shoe Company，這些鞋後來成為Roots的標誌性產品。1973年8月，Roots在多倫多Rosedale地鐵站附近的央街開設了第一家門店。幾個月後，Roots收購了Upin and Ipin公司並開設了自己的皮革廠。到1973年底，Roots已在多倫多、溫哥華、蒙特利爾和美國的幾個地方擁有商店。
Roots的負跟鞋與1970年首次進入北美市場的Kalsø Earth Shoe競爭。對於負跟鞋對腳的好壞，專家們對此有不同的看法。